# アダム・コール
アダム・コール（英語: Adam Cole、1989年7月5日 - ）は、アメリカ合衆国の男性プロレスラー。
ペンシルベニア州ランカスター出身。本名、オースティン・カーク・ジェンキンス（英語: Austin Kirk Jenkins）。AEW所属。

## 来歴

### キャリア初期
プロレスラーになるため、コンバット・ゾーン・レスリング（Combat Zone Wrestling、略称 : CZW）が主宰するCZWレスリングアカデミーにてトレーニングを開始。2008年4月26日、フィラデルフィアを拠点とするアメリカン・チャンピオンシップ・プロレスリング（American Championship Pro Wrestling、略称 : ACPW）が主催する興行にて、ツナミを相手にプロレスデビュー戦を飾った。
その後、CZWを中心にインディー団体を転戦していき、2009年8月7日、メリーランド州を拠点とするメリーランド・チャンピオンシップ・レスリング（Maryland Championship Wrestling、略称 : MCW）が主催するSummer Heat 2009にて、MCWレイジ・テレビジョン王座を保持するケイナーン・クリードに挑戦。勝利を収め第18代王者となり、自身初となるタイトル奪取となった。

### 2010年 - 2011年
2010年5月8日、CZWが主催するPPV、Fist FightにてCZW世界ジュニアヘビー級王座を賭けたタイトルマッチとして、王者のサビアン、自身と同じく挑戦者のラッカスらとイリミネーション形式の3WAYマッチで対戦。この試合に勝利を収め、第34代王者に戴冠。10月頃よりリング・オブ・オナー（Ring of Honor、略称 : ROH）にレギュラー参戦すると、カイル・オライリーとのタッグチーム、フューチャー・ショック（Future Shock）を結成し、タッグ戦線に参入。11月12日、サバイバル・オブ・ザ・フィッテストに出場。クオリファイング・マッチとして対戦したスティーブ・コリノとの試合を制し、決勝戦でエディ・エドワーズ、クラウディオ・カスタニョーリ、ケニー・キング、ケビン・スティーン、レット・タイタスを交えた6WAYマッチで対戦するも、試合はエドワーズがキングから勝利を収め、優勝とはならなかった。
2011年4月9日、CZWが主催するトーナメント、ベスト・オブ・ザ・ベストにエントリー。予選の3WAYマッチで対戦したジョニー・ガルガノ、オライリーら退け、準決勝戦でザック・セイバー・ジュニア戦を制すると、決勝戦ではサミ・キャラハンを相手に勝利を収め、優勝を果たした。以降もCZWジュニアヘビー級王座の防衛回数を積み重ねていったが、11月12日、CZW主催のNight Of Infamy X - Ultimatumにて、キャラハンに敗戦し同王座から陥落。実に王座を明け渡すまで、553日間、防衛回数17回という記録を打ち立てた。

### 2012年 - 2013年
2012年からは主戦場をROHに移し、プロレスリング・ゲリラ（Pro Wrestling Guerrilla、略称 : PWG）への出場回数を増やし、3月には大日本プロレスのシリーズにも帯同するなど、活動範囲を広げ始める。4月21日、PWGが主催するタッグ・トーナメント、DDT4にフューチャー・ショックとして出場。一回戦でザ・ダイナスティー（ジョーイ・ライアン & スコーピオ・スカイ）から勝利を収めたが、準決勝戦でスーパー・スマッシュ・ブラザーズ（プレイヤー・ウノ & ステュープファイド）に敗戦した。また、タッグ戦線で活動する傍ら、シングルプレーヤーとしてもプッシュされ始め、6月29日、ROH主催の興行にて、ROH世界TV王座を保持するロデリック・ストロングに挑戦。これに勝利を収め、第6代王者に戴冠。9月1日、PWGが主催するトーナメント、バトル・オブ・ロサンゼルスに出場。一回戦でエル・ジェネリコとの対戦を制し、翌2日、二回戦でエディ・エドワーズ、準決勝戦でサミ・キャラハンから勝利し、決勝戦でマイケル・エルガンと対戦。これに勝利を収め、優勝を果たした。12月1日、PWG世界王座を保持するケビン・スティーンに挑戦。ゲリラ・ウォーフェア・マッチとして行われた王座戦を制し、第21代王者となった。
2013年8月31日、バトル・オブ・ロサンゼルスの決勝戦として行われたエルガン vs オライリー戦終了後、優勝を収めたオライリーの許に駆け寄って祝福するも、直後にリング上に現われたヤング・バックス（マット・ジャクソン & ニック・ジャクソン）と共にオライリーを襲撃。さらには敵対関係にあったスティーンと結託し、新ヒール・ユニット、マウント・ラッシュモア（Mount Rushmore）を結成した。ROHでは、ジェイ・ブリスコの怪我による欠場に伴い、空位扱いとなったROH世界ヘビー級王座を賭けたトーナメントに出場。一回戦でマーク・ブリスコ、二回戦でジェイ・リーサルを制して準決勝に進出を果たし、9月20日、ROH主催のDeath Before Dishonor XIにて、準決勝戦でトーマソ・シャンパ、決勝戦で対戦したエルガンとの試合を制し、第19代王者に戴冠。PWG王座と併せて二冠王に輝いた。

### 2014年 - 2016年
2014年5月23日、PWG主催のSold Our Souls For Rock 'n Rollにて、オライリーに敗戦しPWG王座から陥落。さらに6月22日、ROH主催のBest In The World 2014にて、ROH王座の防衛戦としてエルガンと対戦するも敗戦し、一気に二つの王座を失った。7月12日、マイケル・ベネット、マット・ハーディーらと共にヒール・ユニット、キングダム（The Kingdom）を結成した。11月7日、サバイバル・オブ・ザ・フィッテストに出場。クオリファイング・マッチとして対戦したデリリアスを制し、翌8日、優勝決定戦としてアダム・ペイジ、トーマソ・シャンパ、ハンソン、マット・サイダル、ロデリック・ストロングらと6WAYイリミネーションマッチとして対戦。最後に生き残ったハンソンからピンフォール勝ちを収め、優勝を果たした。12月7日、Final Battle 2014にて、ファイト・ウィズアウト・オナー・マッチルールとして、ジェイ・ブリスコの保持するROH世界王座に挑戦するも敗戦。さらにこの試合で肩を負傷してしまい、長期欠場を強いられることとなった。
2015年5月12日、ROH & 新日本プロレスの共催興行、WAR OF THE WORLDS 2015にて、AJスタイルズを相手に復帰戦を行った。復帰後も引き続きキングダムのメンバーとして活動し続けたが、6月20日に行われた6人タッグマッチの試合終了後、相手チーム側の面々と握手を交わす、チームメイトのマット・ターバン、ベネットを置き去りにして一人で退場するなどといった行動を取り、チーム内で不穏な空気へと発展する。さらにはかつてオライリーとのタッグで活動していたフューチャー・ショックを復活させるなど、キングダムと距離を置く姿勢を見せていたが、9月18日、All Star Extravaganza VIIのメインイベントで行われたROH世界選手権試合、リーサル vs オライリーの試合に乱入しオライリーを襲撃。復帰後の振る舞いが全て芝居と判明し、以後オライリーと抗争を展開。また、PWGでは、ヤング・バックス、ロデリック・ストロング、スーパー・ドラゴンらが結成したマウント・ラッシュモア 2.0（Mount Rushmore 2.0）の一員となった。12月18日、ROH主催のFinal Battle 2015にて、グラッジマッチとしてオライリーと対戦し勝利。その後も抗争は続き、2016年4月2日、Supercard Of Honor Xにて、ノーホールズ・バーレッド・マッチとしてオライリーと再戦。最後はトライアングル・チョークで絞め落とされ、敗戦した。

#### BULLET CLUB
5月8日、ROH & 新日本の共催興行、GLOBAL WARSのメインイベントで行われたROH世界選手権試合のジェイ・リーサル vs コルト・カバナ戦の試合終盤で、ヤング・バックスが試合に乱入する。その後突如として会場が暗転となり、再び点灯するとヤング・バックスの間を陣取る形でリング上に登場する。直後にヤング・バックスがリーサルとカバナにスーパーキックを放ちKOに追い込むと、コールはマイクを手に取り、「俺がBULLET CLUB（略称 : BC）の新メンバーだ！」と宣言。BCに電撃加入を果たすと、ヤング・バックスと後から登場したゲリラズ・オブ・デスティニー（タマ・トンガ & タンガ・ロア）と共にリング上を占拠した。
6月25日、ヤング・バックスとのトリオで、リーサル & ブリスコ・ブラザーズ組と対戦し敗戦するも、試合後にヤング・バックスと共にリーサルを襲撃。ハサミを取り出してリーサルの髪を切ってしまう暴挙に出たことから、リーサルと因縁が芽生える。8月19日、Death Before Dishonor XIVにて、リーサルの保持するROH世界ヘビー級王座に挑戦。最後はラスト・ショットでピンフォール勝ちを収め、第23代王者に戴冠。試合後、新王者となりベルトを掲げて観衆にアピールする中、背後からオライリーの襲撃に遭ってしまった。

### WWE

#### NXT
2017年8月14日、WWEと契約を交わし入団。同月19日、TakeOver: Brooklyn IIIにてボビー・ルードと対戦して勝利し、NXT王者となったドリュー・マッキンタイアに対して試合後、カイル・オライリーとボビー・フィッシュが乱入。両者がマッキンタイアと牽制し合うところに観客席からリングへと上がりマッキンタイアを襲撃。3人でリングを制圧した。11月18日、Takeover: War Gamesにてオライリー & フィッシュと組んでオーサーズ・オブ・ペイン（アカム & レーザー） & ロデリック・ストロング、サニティー（アレクサンダー・ウルフ & エリック・ヤング & キリアン・デイン）とWCWで行われた金網に囲まれたリング2面で5分事にメンバーが追加される特殊ルールのウォー・ゲームス戦で対戦。各レスラーが暴れまわる中、サニティー追加後には竹刀、スティールチェアー、スティールカンを投入してさらに混沌と化す。終盤にヤングがストロングにショーストッパーを仕掛けた隙を突いて竹刀でヤングを殴打。そして最後にスティールチェアーを持ったヤングにシャイニング・ウィザードを決めて勝利した。
2018年1月28日、WWE・Royal Rumble 2018に出場。ロイヤルランブルマッチで23番手で登場。アピール出来る場を設ける事ができず、27番手のレイ・ミステリオよりロープを利用したウラカン・ラナで落とされ脱落した。4月7日、Takeover: New Orleansにて新設されたNXT北米王座を懸けた6wayラダーマッチに出場。最後にベルトを手にしようとしたリコシェをラダー下から振り落とし、ベルトを奪取。初代王者になった。また、同日には負傷したフィッシュの代役としてオライリーと組んでNXTタッグ王座とダスティ・ローデス・タッグクラシックのダブルタイトル戦にも出場。最後にピート・ダンを裏切ったロデリック・ストロングのアシストを受けて勝利。王座を防衛すると共にダスティ・ローデス・タッグクラシック優勝を果たした。
2019年6月1日、Takeover: XXVでNXT王者のジョニー・ガルガノに挑戦。場外戦に展開してからリングに戻ると両者大技の決め合いになり、ガルガノの得意技であるガルガノ・エスケープを切り返すとパナマ・サンライズからラスト・ショットへと繋げて勝利。王座を戴冠した。

### AEW
2021年9月5日、AEWのリングに登場した。

## 得意技

### フィニッシュ・ホールド

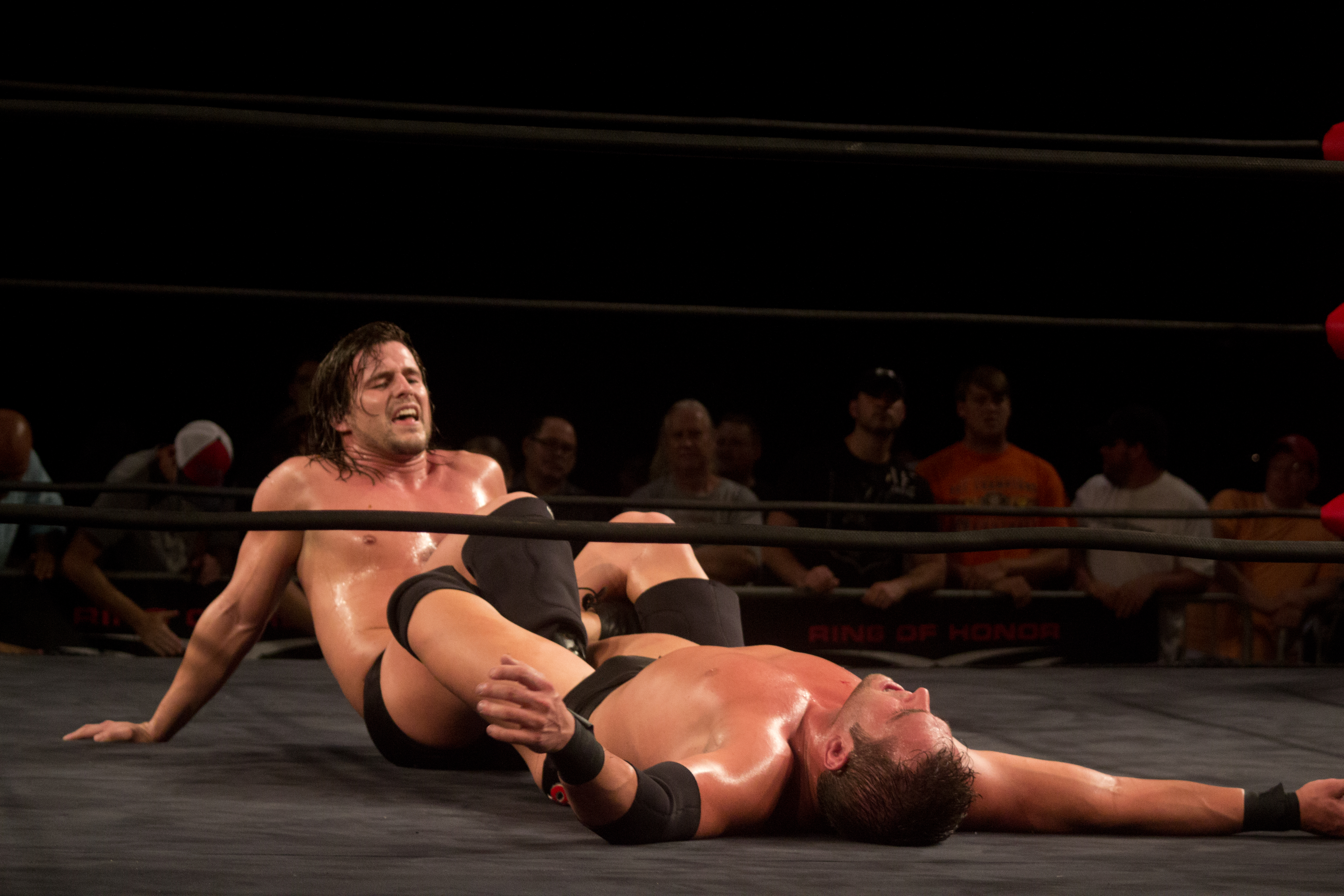
足4の字固め

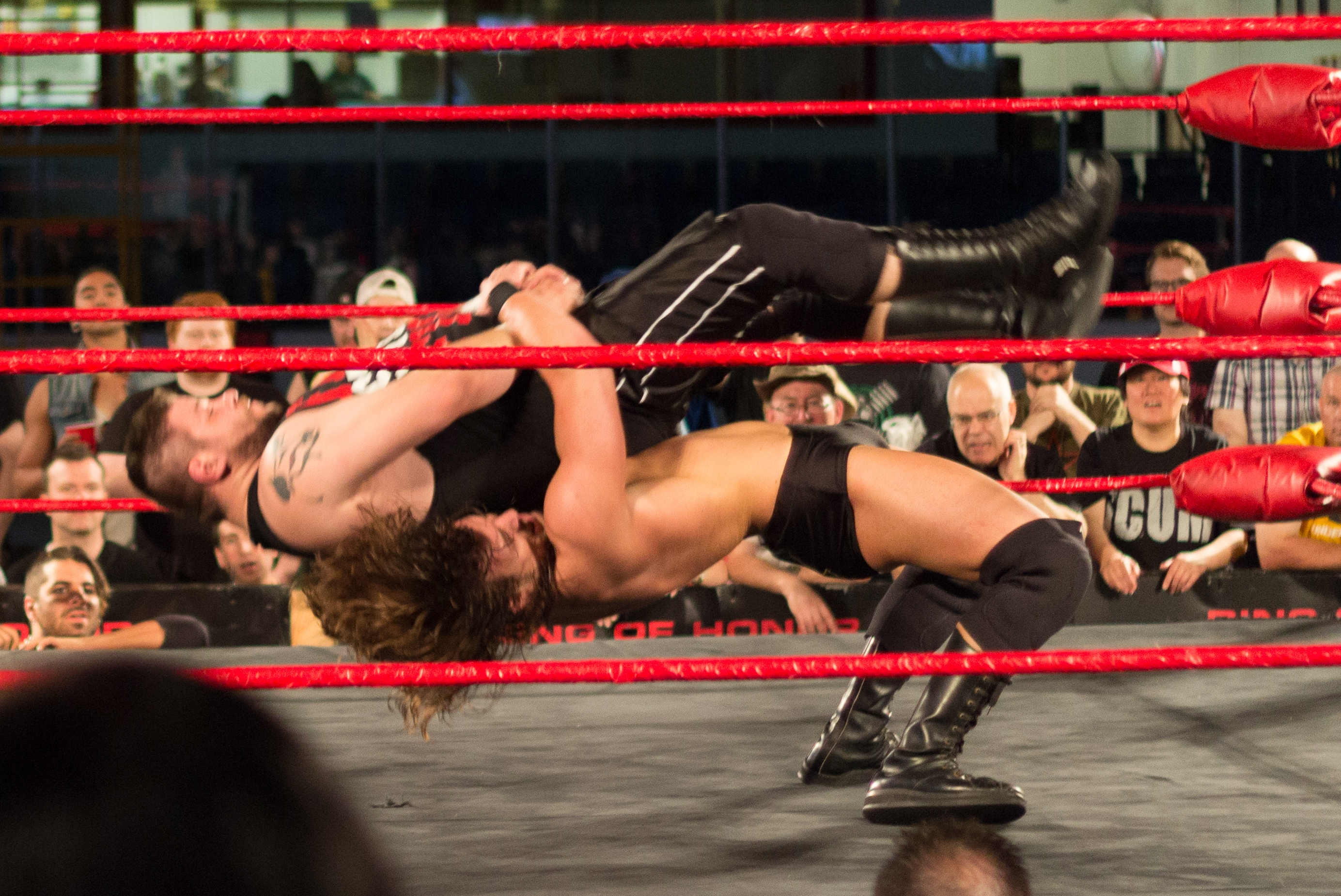
フロリダ・キー

BOOM
旧名はラスト・ショットの技名で使用。2022年頃からBOOMに技名に変更された。
助走をつけて左膝をついた相手に正面から近づいて相手の右腿の上に自身の左足を乗せて相手の右腿を踏み台にしてジャンプして空中相手の頭部に右足で膝蹴りを叩き込む。
助走して相手に向い顔面や胸板に決めるバリエーションもある。
ザ・ラスト・コール
ブレーンバスター式ネックブリーカー。
以前はラスト・ショットの技名で使用していた。
ブレーンバスターの体勢で垂直に抱え上げた相手の首を自らの左膝へと打ち付ける。
足4の字固め
コロナ・クラッシュ
コールが使用するリバースDDTの名称。2011年から2012年まで使用されたフィニッシャー。
パナマ・サンライズ
コールが使用するカナディアン・デストロイヤーの名称。前屈みとなった相手に向かってセカンドロープから飛び上がる反動を利用して決める型を得意としており、その他自ら走り込んで決める型や雪崩式で繰り出されることもある。
フロリダ・キー
相手の腕を交差させながら腰に手を回して放つジャーマン・スープレックス。クロスアーム・スープレックス・ホールドと同型。

### 打撃技
エルボー
バックハンド・チョップ
クローズライン
ナックルパンチ
張り手
延髄斬り
コロナ・キック
コールが使用するジャンピング・フロント・ハイキックの名称。自らが走り込んで放つ他、カウンター式も使用する。
スーパーキック
ダイビング・クロス・ボディ
ドロップキック
ダイビング・エルボードロップ

### 投げ技
コラテラル
ボディスラムの体勢で相手を垂直に抱え上げ、横方向に体を捻りながら尻餅をつき、相手の後頭部ないし背中からマットに叩きつける。ノーザンライト・ボムと同型。
ファイヤーマンズキャリー・ネックブリーカー
ファイヤーマンズキャリーの体勢で抱え上げた相手の首を支点に投げ落とし、マットに片膝を立てて落下してくる相手の首元に打ち付ける。
後藤洋央紀が使用する牛殺しと同型。
変形ラングブロアー
ジャーマン・スープレックスの体勢で相手を宙へ抱え上げ、腰のクラッチを外すと同時に両膝を折りたたみながら後方へと倒れ込み、相手の背中に自らの両膝を打ち据え衝撃を与える。
ジャーマン・スープレックス
ベリー・トゥー・バック・スープレックス
スープレックス
スーパープレックス

## 入場テーマ曲
- All About Tha（Boom !） - 現在使用中
- Thunder Boom
- Undisputed / CFO$
- Adam Cole Bay-Bay
- Shot'Em / [Q] Brick
- Something for You[1] / David Rolfe
- Whatta Man / Salt-n-Pepa
- Get Off The Stoves / The Stoves
- Break Anotha / Blake Lewis
- Faithless / Injected

## 決め台詞
Adam Cole Bay Bay.
両手の人差し指と中指を揃えて掲げて観客と共にチャントする。入場曲の一部にも組み込まれている。試合中にも行うが、パフォーマンス中に攻撃されたり、対戦相手に挑発として「○○（対戦相手の名前）Bay Bay.」と言われてしまう事もある。

## タイトル歴

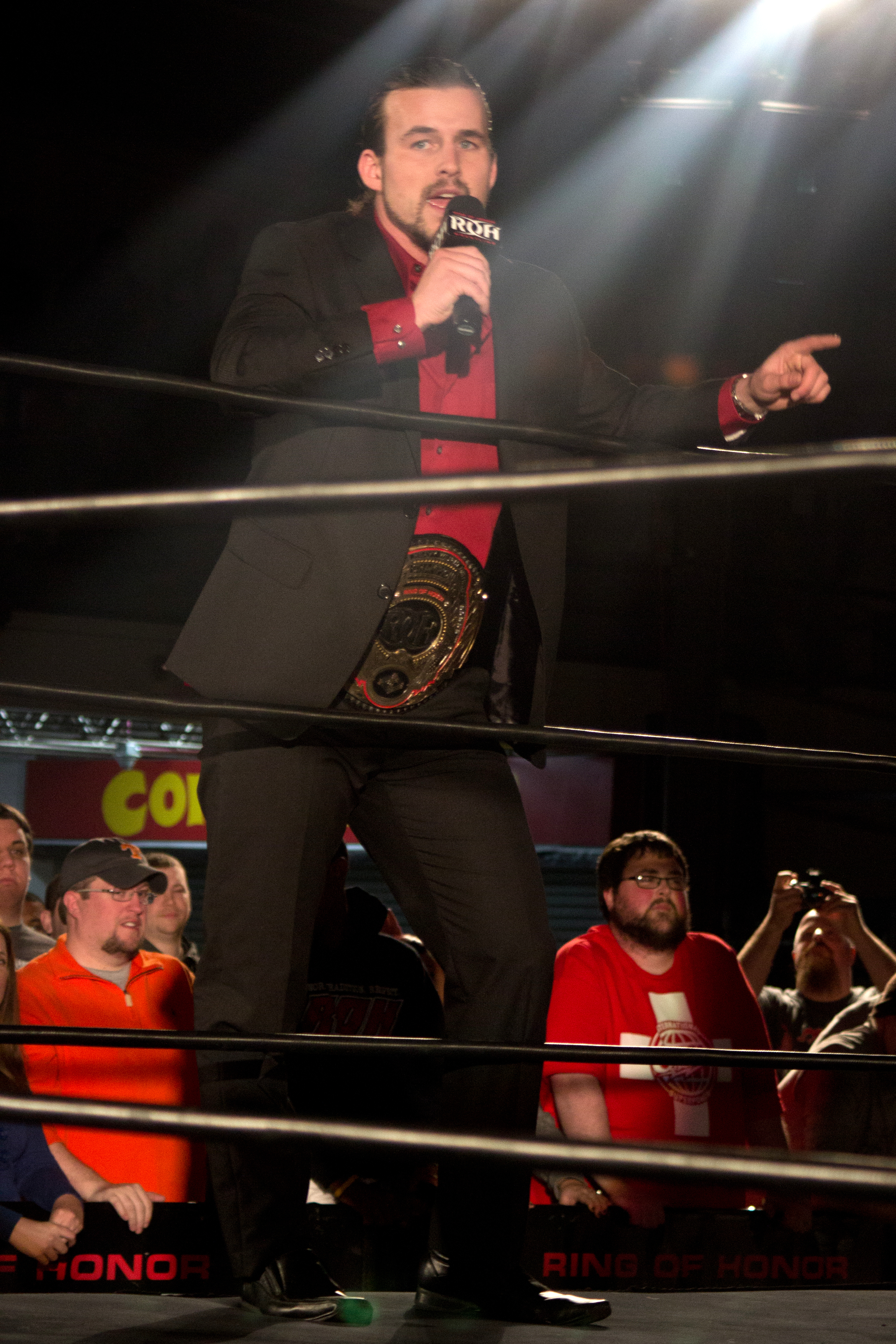
ROH世界王座

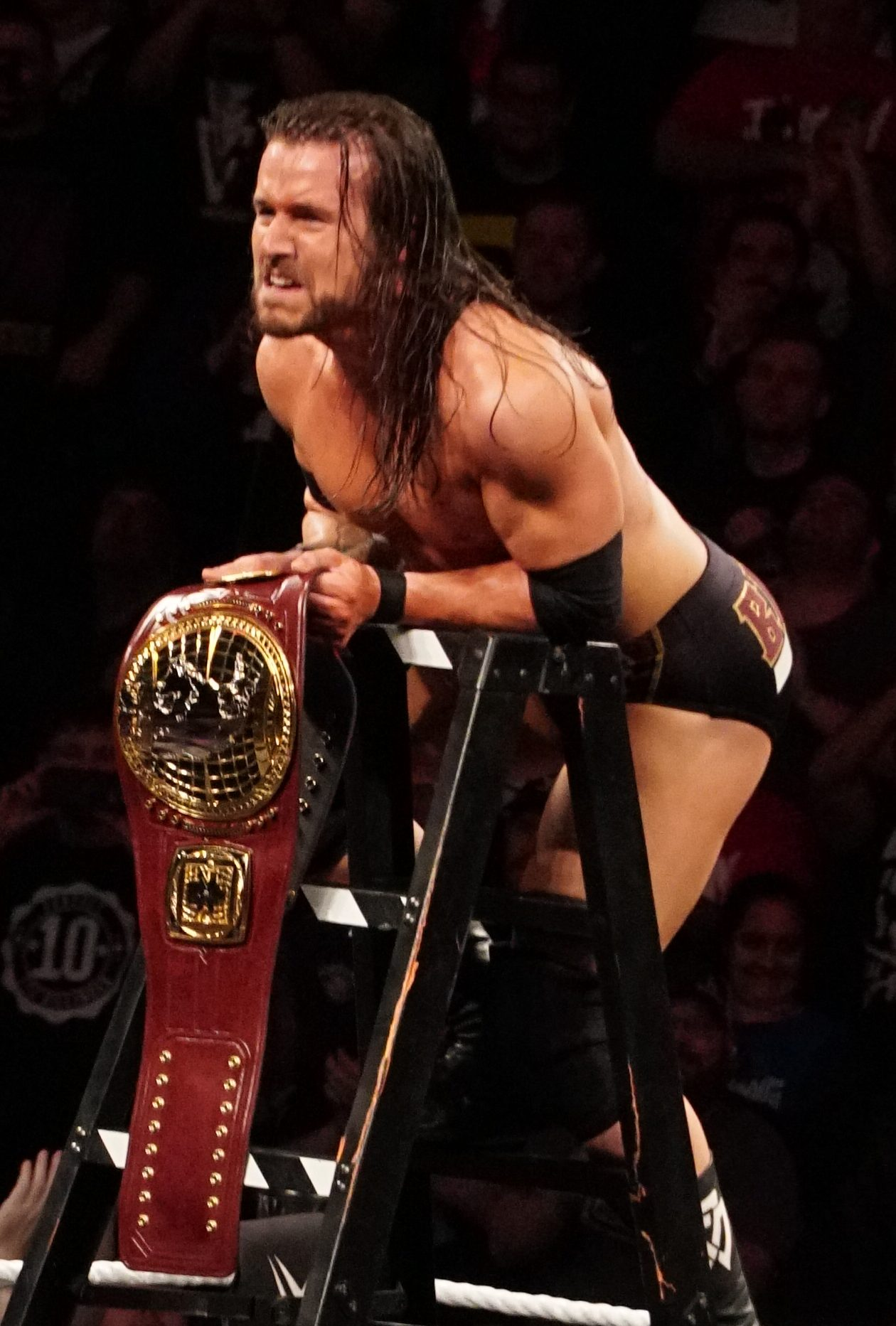
NXT北米王座

WWE
- NXT王座 : 1回
- NXT北米王座 : 1回
- NXTタッグチーム王座 : 1回

w / ボビー・フィッシュ & カイル・オライリー & ロデリック・ストロング
- ダスティ・ローデス・タッグクラシック 優勝（2018年）

w / カイル・オライリー
AEW
- AEW・TNT王座 : 1回（第26代）

CZW
- CZW世界ジュニアヘビー級王座 : 1回（第34代）
- ベスト・オブ・ザ・ベスト 優勝（2011年）

PWG
- PWG世界王座 : 1回（第21代）
- バトル・オブ・ロサンゼルス 優勝（2012年）

ROH
- ROH世界王座 : 2回（第19、23代）
- ROH世界TV王座 : 1回（第6代）
- サバイバル・オブ・ザ・フィッテスト 優勝（2014年）

その他、アメリカのインディ団体を中心として多数のベルト獲得歴有り。